# بوژیدار چوربادژیسکی
بوژیدار چوربادژیسکی (بلغاری: Божидар Бранков Чорбаджийски؛ زادهٔ ۸ اوت ۱۹۹۵) بازیکن فوتبال اهل بلغارستان است.
از باشگاه‌هایی که در آن بازی کرده است می‌توان به باشگاه فوتبال استوا بخارست، باشگاه فوتبال ویدزف ووچ، و باشگاه فوتبال زسکا صوفیه اشاره کرد.
وی همچنین در تیم ملی فوتبال بلغارستان بازی کرده است.